# Dinorfin
Dinorfini su klasa opioidnih peptida koji nastaju od prekursorskog proteina prodinorfina. Kad proproteinska konvertaza 2 (PC2) ispreseca prodinorfin nastaje nekoliko aktivnih peptide: dinorfin A, dinorfin B, i α/β-neo-endorfin. Depolarizacija neurona koji sadrže prodinorfin stimuliše rad proproteinske konvertaze 2, do čega dolazi unutar sinaptičkih vezikula u presinaptičkom terminalu. Povremeno, prodinorfin nije potpuno transformisan, što dovodi do otpuštanja „velikog dinorfina“.  Taj molekul sa 32 aminokiseline sadrži dinorfin A i dinorfin B.
Dinorfin A, dinorfin B, i veliki dinorfin imaju visok sadržaj baznih aminokiselina, posebno u lizina i arginina (29.4%, 23.1%, i 31.2%, respektivno), kao i hidrofobnih aminokiselina. Mada su dinorfini široko rasprostranjeni u CNS-u, njihova najviša koncentracija je u hipotalamusu, meduli, Varolijevom mostu, srednjem mozgu, i kičmenoj moždini. Dinorfini se nalaze u velikim (80-120  u prečniku) vezikulama gustog jezgra, koje su znatno veće od vezikula koje sadrže neurotransmitere. Te velike vezikule se reazlikuju od malih sinaptičkih vezikula po tome što da je intenzivniji i duži stimulus neophodan da bi se uzrokovalo oslobađanje njihovog sadržaja u sinaptički otvor. Skladištenje u vezikulama gustog jezgra je karakteristično za opioidne peptide.
Prvi nagoveštaji o funkciji dinorfina potiču iz rada Goldsteina et al. na opioidnim peptidima. Ta grupa je otkrila jedan endogeni opioidni peptid u svinjskoj hipofizi, koji je bilo teško izolovati. Sekvenciranjem prvih 13 aminokiselina tog peptida, oni su kreirali sintetičku verziju peptida slične potentnosti sa prirodnim peptidom. Goldstein et al. su primenili sintetički peptid na longitudalni mišić ileuma morskog praseta i utvrdili da je on izuzetno potentan opioidni peptid. Taj ligand je nazvan dinorfin (grč. dynamis moć) da bi se opisala njegova potentnost.
Dinorfini deluju prvenstveno kroz κ-opioid receptor (KOR), G-protein-spregnuti receptor. Dva tipa KOR receptora su poznata: K1 i K2. Mada je KOR primarni receptor svih dinorfina, ovi peptidi takođe imaju delimični afinitet za μ-opioid receptor (MOR), δ-opioid receptor (DOR), i NMDA-tip glutamatni receptor Različiti dinorfini pokazuju različite selektivnosti i potentnost. Veliki dinorfin i dinorfin A imaju istu selektivnost za ljudski KOR, dok je dinorfin A selektivniji za KOR nego za MOR i DOR. Veliki dinorfin je potentniji za KOR receptore nego dinorfin A. Veliki dinorfin i dinorfin A su potentniji i selektivniji od dinorfina B.

## Literatura
1. ↑  Day R, Lazure C, Basak A, Boudreault A, Limperis P, Dong W, Lindberg I (1998). „Prodynorphin processing by proprotein convertase 2. Cleavage at single basic residues and enhanced processing in the presence of carboxypeptidase activity”. J. Biol. Chem. 273 (2): 829—36. PMID 9422738. doi:10.1074/jbc.273.2.829.
2. ↑  Yakovleva T, Bazov I, Cebers G, Marinova Z, Hara Y, Ahmed A, Vlaskovska M, Johansson B, Hochgeschwender U, Singh IN, Bruce-Keller AJ, Hurd YL, Kaneko T, Terenius L, Ekström TJ, Hauser KF, Pickel VM, Bakalkin G (2006). „Prodynorphin storage and processing in axon terminals and dendrites”. FASEB J. 20 (12): 2124—6. PMID 16966485. doi:10.1096/fj.06-6174fje.
3. 1 2  Nyberg F, Hallberg M (2007). „Neuropeptides in hyperthermia”. Prog. Brain Res. 162: 277—93. PMID 17645924. doi:10.1016/S0079-6123(06)62014-1.
4. ↑  Marinova Z, Vukojevic V, Surcheva S, Yakovleva T, Cebers G, Pasikova N, Usynin I, Hugonin L, Fang W, Hallberg M, Hirschberg D, Bergman T, Langel U, Hauser KF, Pramanik A, Aldrich JV, Gräslund A, Terenius L, Bakalkin G (2005). „Translocation of dynorphin neuropeptides across the plasma membrane. A putative mechanism of signal transmission”. J. Biol. Chem. 280 (28): 26360—70. PMID 15894804. doi:10.1074/jbc.M412494200.
5. ↑  Goldstein A, Ghazarossian VE (1980). „Immunoreactive dynorphin in pituitary and brain”. Proc. Natl. Acad. Sci. U.S.A. 77 (10): 6207—10. PMC 350244 . PMID 6108564. doi:10.1073/pnas.77.10.6207.
6. 1 2  Drake CT, Chavkin C, Milner TA (2007). „Opioid systems in the dentate gyrus”. Prog. Brain Res. 163: 245—63. PMID 17765723. doi:10.1016/S0079-6123(07)63015-5.
7. 1 2  Goldstein A, Tachibana S, Lowney LI, Hunkapiller M, Hood L (1979). „Dynorphin-(1-13), an extraordinarily potent opioid peptide”. Proc. Natl. Acad. Sci. U.S.A. 76 (12): 6666—70. PMC 411929 . PMID 230519. doi:10.1073/pnas.76.12.6666.
8. ↑  Lai J, Luo MC, Chen Q, Ma S, Gardell LR, Ossipov MH, Porreca F (2006). „Dynorphin A activates bradykinin receptors to maintain neuropathic pain”. Nat. Neurosci. 9 (12): 1534—40. PMID 17115041. doi:10.1038/nn1804.
9. ↑  Merg F, Filliol D, Usynin I, Bazov I, Bark N, Hurd YL, Yakovleva T, Kieffer BL, Bakalkin G (2006). „Big dynorphin as a putative endogenous ligand for the kappa-opioid receptor”. J. Neurochem. 97 (1): 292—301. PMID 16515546. doi:10.1111/j.1471-4159.2006.03732.x.

## Spoljašnje veze
- Dynorphins на 